# Gabriele Clarissa Hegerl

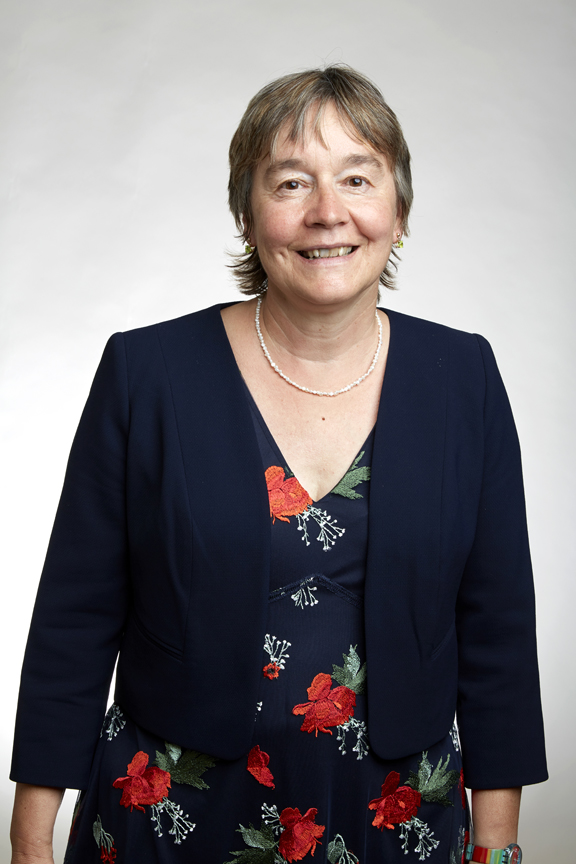
Gabriele Clarissa Hegerl, 2018

Gabriele Clarissa „Gabi“ Hegerl CBE (* 9. Januar 1962 in München) ist eine deutsch-britische Klimatologin. Sie ist Professorin für Klimasystemwissenschaften an der Universität Edinburgh.

## Leben
Hegerl promovierte 1992 in angewandter Mathematik an der Ludwig-Maximilians-Universität München mit der Arbeit Numerische Lösung der kompressiblen zweidimensionalen Navier-Stokes-Gleichungen in einem zeitabhängigen Gebiet mit Hilfe energievermindernder Randbedingungen. Sie arbeitete bis 1997 am Max-Planck-Institut für Meteorologie und verbrachte daraufhin zwei Jahre an der Abteilung für Atmosphärenwissenschaften der University of Washington. Nach Forschungsaufenthalten an der Texas A&M University und Duke University wechselte sie 2007 an die School of GeoSciences der Universität Edinburgh und hat dort seit 2009 den Lehrstuhl für Klimasystemwissenschaften inne.
Sie ist verheiratet und Mutter zweier Söhne.

## Ehrungen
Hegerl wurde in den Birthday Honours 2025 als Commander of the Order of the British Empire ausgezeichnet.
2018 wurde sie zum Mitglied der Deutschen Akademie der Naturforscher Leopoldina gewählt.

## Wirken
Hegerls Forschung befasst sich mit Klimadiagnostik und statistischer Klimatologie. Sie betrachtet die Veränderlichkeit von Temperatur, Niederschlag und Klimaextremen sowie die Begrenzung des zukünftigen Klimawandels. Sie verwendet in ihrer Arbeit Paläo-Proxy-Daten zur Untersuchung der Klimaveränderlichkeit im vergangenen Jahrtausend.
Hegerl war u. a. am Fünften Sachstandsbericht des IPCC beteiligt.
In der öffentlichen Debatte um Auswege aus der Klimakrise spricht sich Hegerl für den Verzicht auf Flugreisen durch Schaffung eines zuverlässigen, schnellen und bequemen öffentlichen Verkehrs und die Nutzung von Telekonferenzen aus.

## Veröffentlichungen (Auswahl)
- Pavel Ya Groisman, Richard W. Knight, David R. Easterling, Thomas R. Karl, Gabriele C. Hegerl, Vyacheslav N. Razuvaev (2005). Trends in intense precipitation in the climate record. Journal of Climate, 18(9), 1326–1350. doi:10.1175/JCLI3339.1
- Gabriele C. Hegerl (2015). Use of models and observations in event attribution. Perspective in Environmental Research Letters, 10. doi:10.1088/1748-9326/10/7/071001
- Seung-Ki Min, Xuebin Zhang, Francis W. Zwiers und Gabriele C. Hegerl (2011). Human contribution to more-intense precipitation extremes. Nature, 470(7334), 378. doi:10.1038/nature09763